# Oxygonus montanus
Oxygonus montanus is een keversoort uit de familie kniptorren (Elateridae). De wetenschappelijke naam van de soort is voor het eerst geldig gepubliceerd in 1917 door Schaeffer.